# St. Bonifatius (Huttrop)

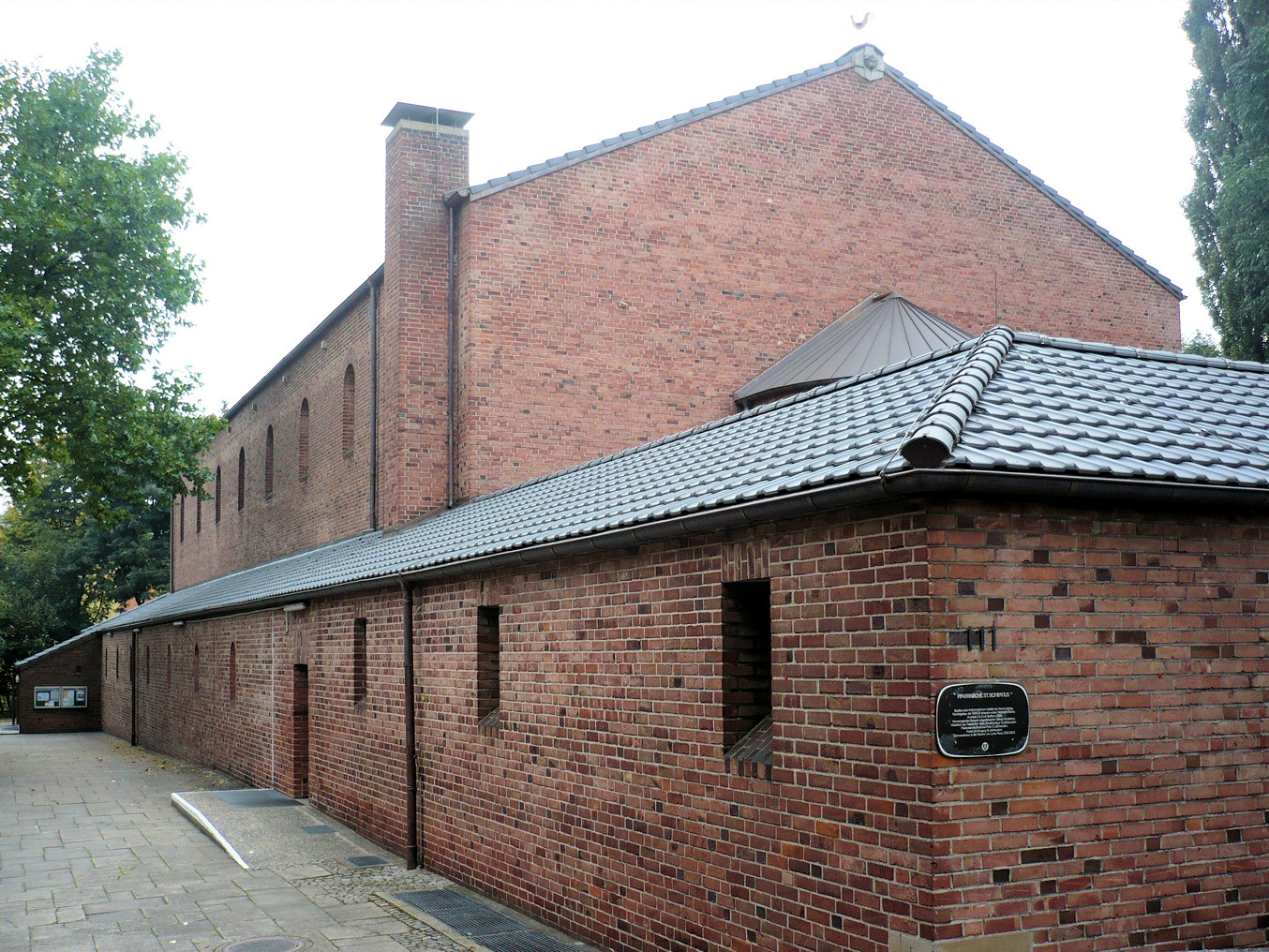
Gemeindekirche St. Bonifatius

Die römisch-katholische Gemeindekirche St. Bonifatius ist ein Kirchengebäude im Essener Stadtteil Huttrop, das am 21. November 2019 unter Denkmalschutz gestellt wurde. Die Kirche gehört zum Pfarrbezirk St. Gertrud in der Stadtmitte.

## Geschichte und Architektur
In Huttrop fanden Gottesdienste seit 1892 in der zu dieser Zeit als „St. Maria Rosenkranz“ geweihten Kirche des Franz Sales Hauses nördlich der Steeler Chaussee (heute Steeler Straße) statt. 1928 bis 1929 wurde gegenüber dem Haupteingang des Alten Friedhofs in Huttrop die erste St.-Bonifatius-Pfarrkirche erbaut, die zu ihrer Zeit als besonders modern galt. Sie war auf den damals üblichen Zigaretten-Bildbeilagen abgebildet. Der runde Turm mündete in eine lange, dünne Spitze. 
Der Bau mit 230 Sitzplätzen wurde für die auf 8.000 Katholiken angewachsene Gemeinde zu klein. Er musste daher 1965 aufgegeben und abgebrochen werden. Da auf dem Areal dieser Kirche ein Anbau oder Neubau einer größeren Kirche nicht möglich war, wurde eine neue an heutiger Stelle, südlich der Steeler- und westlich der Moltkestraße, errichtet.
Der schlichte Baukomplex wurde nach einem Entwurf von Emil Steffann in Backstein errichtet. Die Grundsteinlegung fand Pfingsten 1960 statt; die Einweihung durch Bischof Franz Hengsbach erfolgte am 15. Juli 1961. Die dreischiffige Basilika ist, in Anlehnung an frühromanische Bauten, über ein kleines Atrium mit Taufkapelle und Sakristei, von Osten her zugänglich. Der Verzicht auf repräsentative Elemente, wie Glockenturm und Haupteingang, ist für Steffann charakteristisch. Der Giebel ist mit einem kleinen rosettenförmigen Sandstein mit aufgesetztem Hahn bekrönt. 
Der Innenraum ist ein für die Entstehungszeit typischer Gemeindesaal mit freiem Blick auf den nur leicht erhöht stehenden Altar vor dem kleinen Apsisrund. Das unverputzte Mauerwerk ist in schrägen Pilastern reich gegliedert. Kleine Rundbogenfenster beleuchten den Raum nur gedämpft.

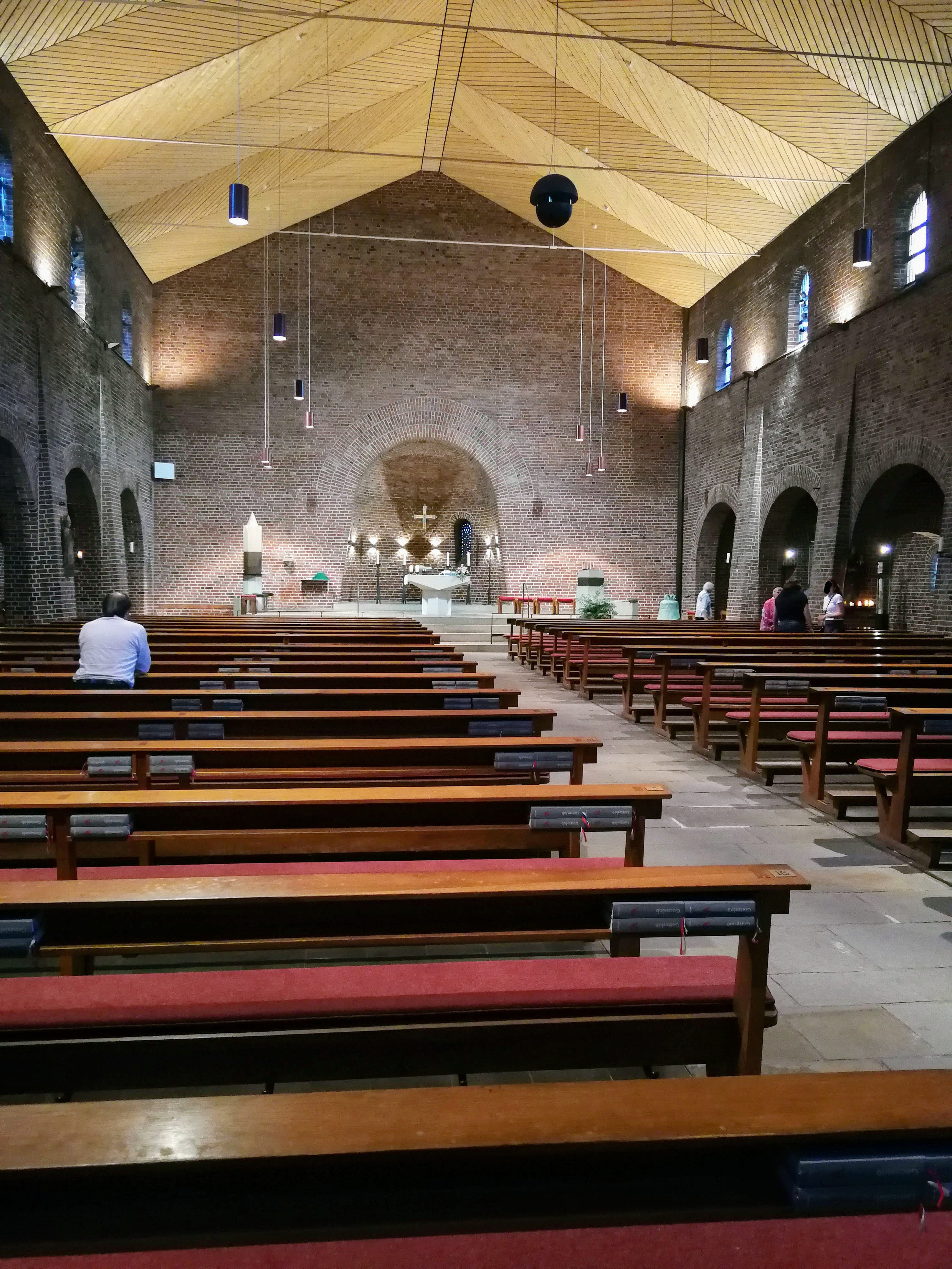
Innenraum (2019)

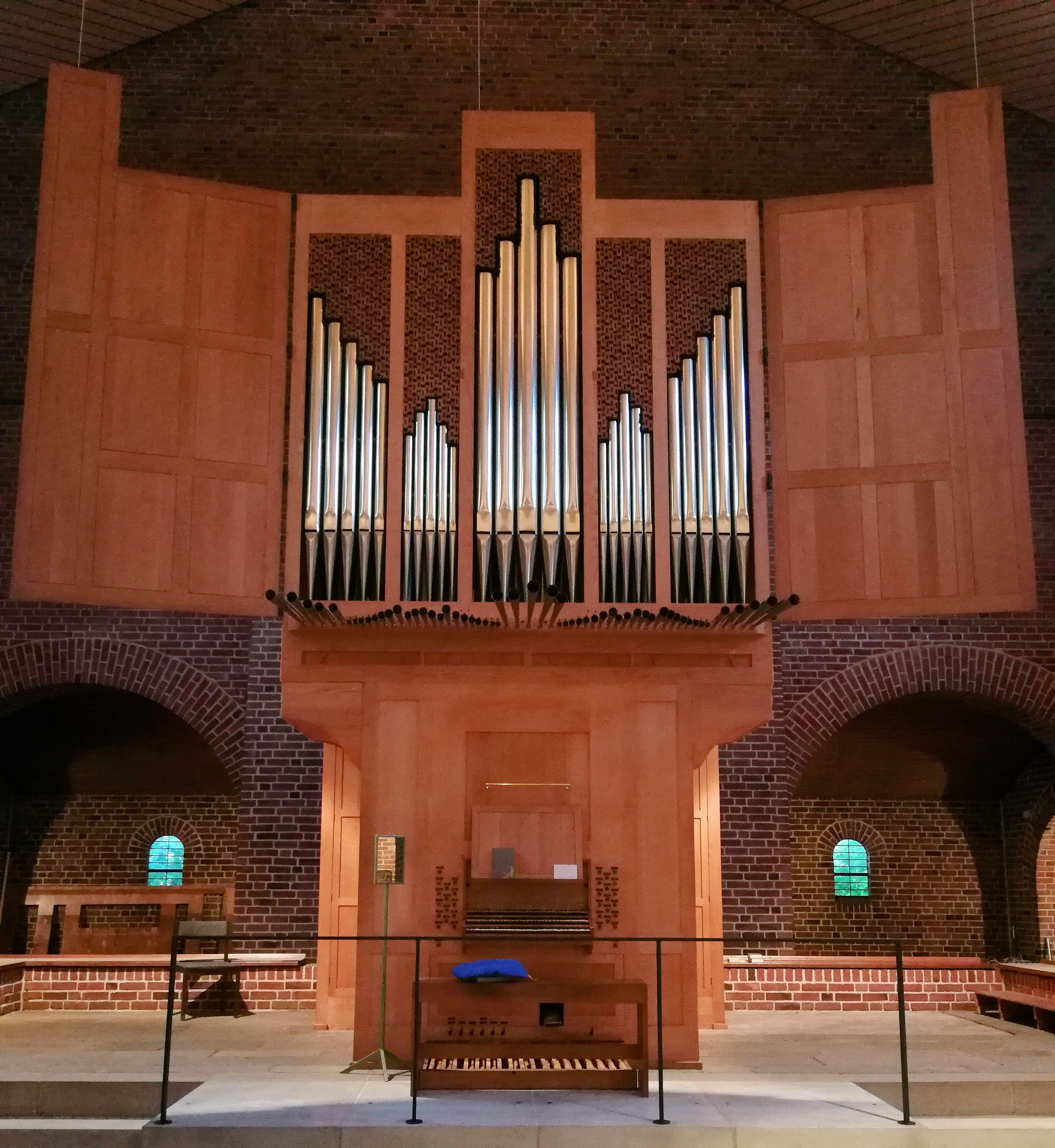
Collon-Orgel

## Ausstattung
Im Zuge der Veränderungen der Liturgiereform durch das Zweite Vatikanische Konzil wurde am 6. Juli 1969 mit dem Umbau des Chorraumes begonnen. So wurde aus dem bisherigen Zelebrationsaltar, auf dem sich der Tabernakel befand, ein Hochaltar, der nun vor der Konche steht. Der neue Zelebrationsaltar ist nun im Zentrum des Altarraumes. So steht der neue achteckige und 2,76 Meter hohe Tabernakel links im Raum, und der Ambo, der sich dort befand, wurde nach rechts versetzt. Dieser Umbau wurde am 19. Dezember 1971 beendet.
Der Bronzedeckel des Taufbrunnens wurde von Helga Kühnapfel geschaffen, bildhaft wird die Geschichte der Taufe des äthiopischen Kämmerers durch den Apostel Philippus erzählt. Die Pietà in der Taufkapelle stammt aus dem 15. Jahrhundert. Der kleine Altartisch wurde aus fast weißem französischem Savonnière-Stein angefertigt. Das Gemmenkreuz in der Konche ist eine Emaillearbeit von Lioba Munz OSB aus dem Jahr 1965. Die Bonifatiusfigur wurde im 13. Jahrhundert geschnitzt und das Kreuz im Umgang im 16. Jahrhundert gefertigt.

## Orgel
Im Juli 2019 wurde die Orgel der geschlossenen Kirche St. Michael am Wasserturm hierher umgesetzt. Sie wurde 1990 von Patrick Collon erbaut, besitzt 32 Register auf drei Manualen und Pedal und ersetzte eine Walcker-Orgel von 1971. Sie hat folgende Disposition:
| I Positif C–g3 |             |         |
| 1.             | Bourdon     | 08′     |
| 2.             | Prestant    | 04′     |
| 3.             | Nasard      | 02 ⁄3′  |
| 4.             | Doublette   | 02′     |
| 5.             | Tierce      | 01 3⁄5′ |
| 6.             | Larigot     | 01 ⁄3′  |
| 7.             | Cymbale III |         |
| 8.             | Trompette   | 08′     |
| 9.             | Clairon     | 04′–8′  |
|                | Tremblant   |         |

| II Grand-Orgue C–g3 |                 |        |
| 10.                 | Bourdon         | 16′    |
| 11.                 | Montre          | 08′    |
| 12.                 | Bourdon         | 08′    |
| 13.                 | Prestant        | 04′    |
| 14.                 | Flûte           | 04′    |
| 15.                 | Doublette       | 02′    |
| 16.                 | Fourniture IV   |        |
| 17.                 | Sesquialtera II |        |
| 18.                 | Cimbale III     |        |
| 19.                 | Cornet V        |        |
| 20.                 | Chamade         | 04′–8′ |
|                     | Tremblant       |        |

| III Récit expressif C–g3 |              |     |
| 21.                      | Flûte        | 08′ |
| 22.                      | Gambe        | 08′ |
| 23.                      | Voix céleste | 08′ |
| 24.                      | Flûte        | 04′ |
| 25.                      | Oktavin      | 02′ |
| 26.                      | Trompette    | 08′ |
| 27.                      | Hautbois     | 08′ |
| 28.                      | Voix humaine | 08′ |
|                          | Tremblant    |     |

| Pédale C–f1 |          |     |
| 29.         | Soubasse | 16′ |
| 30.         | Flûte    | 08′ |
| 31.         | Flûte    | 04′ |
| 32.         | Bombarde | 16′ |

- Koppeln I/II, III/II, III/I, I/P, II/P, III/P
- Umschaltung Keil-/Magazinbalg

### Glocken
Für die St.-Bonifatius-Kirche wurden 1929 in Apolda drei Glocken gegossen.
| Nr. | Name | Durchmesser (mm) | Masse (kg, ca.) | Schlagton (HT-1/16) | Inschrift | Gießer               | Gussjahr |
| 1   | –    | 1.250            | 1.192           | e′                  | –         | Gebr. Ulrich, Apolda | 1929     |
| 2   | –    | 1.050            | 708             | g′                  | –         | Gebr. Ulrich, Apolda | 1929     |
| 3   | –    | 930              | 503             | a′                  | –         | Gebr. Ulrich, Apolda | 1929     |